# Bougligny
Bougligny és un municipi francès, situat al departament del Sena i Marne i a la regió d'Illa de França. L'any 2007 tenia 703 habitants.
Forma part del cantó de Nemours, del districte de Fontainebleau i de la Comunitat de comunes Gâtinais-Val de Loing.

## Demografia

### Població
El 2007 la població de fet de Bougligny era de 703 persones. Hi havia 258 famílies, de les quals 52 eren unipersonals (20 homes vivint sols i 32 dones vivint soles), 79 parelles sense fills, 99 parelles amb fills i 28 famílies monoparentals amb fills.
La població ha evolucionat segons el següent gràfic:
Habitants censats

### Habitatges
El 2007 hi havia 307 habitatges, 259 eren l'habitatge principal de la família, 31 eren segones residències i 17 estaven desocupats. 302 eren cases i 2 eren apartaments. Dels 259 habitatges principals, 236 estaven ocupats pels seus propietaris, 17 estaven llogats i ocupats pels llogaters i 6 estaven cedits a títol gratuït; 2 tenien una cambra, 12 en tenien dues, 36 en tenien tres, 78 en tenien quatre i 131 en tenien cinc o més. 219 habitatges disposaven pel capbaix d'una plaça de pàrquing. A 85 habitatges hi havia un automòbil i a 152 n'hi havia dos o més.

### Piràmide de població
La piràmide de població per edats i sexe el 2009 era:
| Homes | Edats   | Dones |
| ----- | ------- | ----- |
| 0     | 95 o +  | 4     |
| 0     | 90 a 94 | 8     |
| 4     | 85 a 89 | 0     |
| 4     | 80 a 84 | 4     |
| 4     | 75 a 79 | 16    |
| 16    | 70 a 74 | 4     |
| 12    | 65 a 69 | 12    |
| 32    | 60 a 64 | 28    |
| 16    | 55 a 59 | 16    |
| 28    | 50 a 54 | 28    |
| 24    | 45 a 49 | 16    |
| 36    | 40 a 44 | 40    |
| 24    | 35 a 39 | 20    |
| 32    | 30 a 34 | 24    |
| 4     | 25 a 29 | 12    |
| 8     | 20 a 24 | 8     |
| 36    | 15 a 19 | 36    |
| 20    | 10 a 14 | 28    |
| 16    | 5 a 9   | 8     |
| 12    | 0 a 4   | 8     |

## Economia
El 2007 la població en edat de treballar era de 462 persones, 333 eren actives i 129 eren inactives. De les 333 persones actives 304 estaven ocupades (169 homes i 135 dones) i 29 estaven aturades (12 homes i 17 dones). De les 129 persones inactives 44 estaven jubilades, 38 estaven estudiant i 47 estaven classificades com a «altres inactius».

### Ingressos
El 2009 a Bougligny hi havia 259 unitats fiscals que integraven 682 persones, la mediana anual d'ingressos fiscals per persona era de 19.659,5 €.

### Activitats econòmiques
Dels 22 establiments que hi havia el 2007, 1 era d'una empresa extractiva, 1 d'una empresa alimentària, 1 d'una empresa de fabricació de material elèctric, 4 d'empreses de fabricació d'altres productes industrials, 7 d'empreses de construcció, 3 d'empreses de comerç i reparació d'automòbils, 1 d'una empresa de transport, 2 d'empreses d'hostatgeria i restauració, 1 d'una empresa de serveis i 1 d'una empresa classificada com a «altres activitats de serveis».
Dels 10 establiments de servei als particulars que hi havia el 2009, 3 eren tallers de reparació d'automòbils i de material agrícola, 1 fusteria, 4 lampisteries, 1 empresa de construcció i 1 perruqueria.
L'únic establiment comercial que hi havia el 2009 era una fleca.
L'any 2000 a Bougligny hi havia 9 explotacions agrícoles.

## Equipaments sanitaris i escolars
El 2009 hi havia una escola elemental integrada dins d'un grup escolar amb les comunes properes formant una escola dispersa.

## Poblacions més properes
El següent diagrama mostra les poblacions més properes.